# Epipagis peritalis
Epipagis peritalis là một loài bướm đêm trong họ Crambidae.